# Jorge Taramasco
Jorge Taramasco
Nace en Fray Bentos, Uruguay, en 1968. Músico, compositor y  conferenciante hispano uruguayo, inicia su formación musical en Montevideo con la insigne Maestra Célica Restuccia, en 1987 se traslada a Madrid  y finaliza su formación académica en el  Real Conservatorio Superior de Música de Madrid obteniendo los títulos superiores de Composición, Pedagogía, Solfeo y repentización.
En el año 2009 recibe el encargo de componer una obra para piano y orquesta en conmemoración del XX Aniversario de la  Orquesta de Cámara Andrés Segovia celebrado en el  Auditorio Nacional de Música de Madrid, el 29 de septiembre del año 2009, contando como solista con el eximio pianista Gonzalo Rubalcaba. La obra, "TTlyta Qum", https://www.youtube.com/watch?v=WMceUYylHpA contó con una gran acogida entre el público allí congregado. Sobre "TTlyta Qum"  afirma Rubalcaba: "Taramasco desata toda su imaginación, genio y  oficio haciendo de esta pieza una definitiva aventura  para piano y orquesta."
Colabora con la cantante Concha Buika como orquestador de algunos de sus temas en conciertos sinfónicos. https://www.youtube.com/watch?v=TyL8hwX8VmY
Colabora con RTVE como arreglista y orquestador de música iberoamericana. https://www.youtube.com/watch?v=ADe8CqAP_fk
Orquesta y arregla músicas para ballet siendo colaborador habitual de la "OCAS" y de la compañía de danza "Nota de paso". https://www.youtube.com/watch?v=aCDjteNiUC0 https://www.youtube.com/watch?v=Cyuxd8qO_do
Filmoteca Española ha escogido para su Archivo cinematográfico la banda sonora de Jorge Taramasco realizada para la película de Benito Perojo "Peladilla va al fútbol", siendo la primera película muda española digitalizada en 4K por la empresa Hispasat en colaboración con Televisión Española y Filmoteca. https://www.youtube.com/watch?v=xvjrT6Awol8&t=35s
Es colaborador habitual del Centro de Conservación y Restauración de Filmoteca Española.
Programas como "El séptimo vicio" “Música sobre la marcha", “América mágica”, “Música de las Américas” y "Los clásicos" de Radio Nacional de España así como "España al mediodía" de Radio Intereconomía y "La sexta televisión" le han entrevistado y emitido sus obras. https://www.youtube.com/watch?v=C7SztHPehr0&t=143s
Imparte cursos de formación dirigidos a  profesores sobre “Armonía funcional para instrumentistas” y  “Procesos, recursos y didáctica del Lenguaje Musical” al igual que conferencias sobre el Tango y Carlos Gardel tanto en Conservatorios como en Colegios y Universidades de Madrid, Alicante y Granada entre otras.
Complementa su labor compositiva con orquestaciones y arreglos de música iberoamericana para distintas formaciones orquestales y camerísticas.
Ha sido miembro del jurado del Certamen de Jóvenes Artistas de Castilla-La Mancha en la especialidad “Otros estilos musicales” que se celebra en Toledo cada año, organizado por la Consejería de Empleo, Igualdad y Juventud de la J.C.C.M.

### Conciertos
2023 Festival internacional Santa Lucía, México. "Puro teatro" Tite Curet Alonso Voz: Concha Buika Orquestación: Jorge Taramasco Superorquesta Monterrey, México 2023
2022 Musical "Tango tirao". Espectáculo de música y danza con arreglos y obras musicales de Jorge Taramasco. Teatro José Vico de Jumilla, Murcia.https://www.youtube.com/watch?v=ZStGbgzWMf4
2021 Piazzolla cien por cien. 100 años de Astor Piazzolla. Orquesta de Cámara Andrés Segovia, Auditorio Nacional de Música, Madrid, España. "Onda nueve", "Milonga de la anunciación" y "Oblivion" Arreglos orquestales. Batería: Pipi Piazzolla. Piano: Federico Lechner. Voz: Sheila Blanco.
2021  Piazzolla. 100 años de Astor Piazzolla. Orquesta Sinfónica de la Región de Murcia, Teatro Auditorio, Molina de Segura,España. "Onda nueve" y "Milonga de la anunciación" Arreglos orquestales.
2021  Piazzolla. 100 años de Astor Piazzolla. Orquesta Sinfónica de la Región de Murcia, Auditorio Víctor Villegas, Murcia,España. "Onda nueve" y "Milonga de la anunciación" Arreglos orquestales.
2021 ¡Felicidades Piazzolla! | 100 años de Astor Piazzolla | WDR Funkhausorchester, Colonia, Alemania. "Onda nueve" y "Alguien le dice al tango" Arreglos orquestales. Piano: Pedro Valero. Bandoneón: Orlando Dibelo. Voz: Romina Balestrino
2019 Fiestas del Pitic, Hermosillo, México. "Puro teatro" Arreglo orquestal para Concha Buika junto a la Orquesta  Filarmónica de Sonora, Hermosillo.
2019 Teatro Auditorio Ciudad de Alcobendas. "Maridaje, pasión y vida" Espectáculo de música y danza con arreglos musicales de Jorge Taramasco. 
2018 Cine Doré de Filmoteca Española, Madrid. Ciclo "Las perlas de Filmoteca". Proyección de tres cortometrajes: "Clarita y Peladilla van al football", "Clarita y Peladilla van a los toros" Director Benito Perojo y "Las patatas fritas" Director Doménec Ceret. Música de Jorge Taramasco.
2017 Auditorio Alfredo Kraus, Las Palmas de Gran Canaria. Concierto de Año Nuevo. Orquestación de "Gitanerías" de Lecuona. Sinfónica de Las Palmas, Director Rafael Sánchez Araña.
2017 "El atril digital", Casa de América, Madrid. Arreglo de la Danza N.º 5 "Andaluza" de Granados para cuarteto de cuerda.
Cuarteto de cuerda RTVE: Miguel Borrego, María Saiz, Teresa Gómez, Javier Albarés
2017 Cine Estudio del Círculo de Bellas Artes, Madrid. Estreno de la versión digitalizada a 4K de "Clarita y Peladilla en el fútbol" de Benito Perojo, música de Jorge Taramasco. Colaboran Hispasat, RTVE, ICAA y Filmoteca Española .
2017 Ayuntamiento de Lisboa. Cumbre Hispano-Lusa de Cultura.
"Arreglos para cuarteto de cuerda de repertorio español"
Cuarteto de cuerda RTVE: Miguel Borrego, David Mata, Teresa Gómez, Suzana Stefanovic
2017 Teatro Real, Madrid. Congreso de la Unión Europea de Radiodifusión (UER)
"Arreglos para cuarteto de cuerda de repertorio español"
Cuarteto de cuerda RTVE: Miguel Borrego, David Mata, Teresa Gómez, Suzana Stefanovic
2017 Palacio Real, Madrid.  Presentación de la temporada 2017/18 de la Orquesta y coro de Radio Televisión Española.
"Arreglos para cuarteto de cuerda de repertorio español"
Cuarteto de cuerda RTVE: Miguel Borrego, David Mata, Teresa Gómez, Suzana Stefanovic
2017 Centro Cultural La Torre, Guadarrama." Allegro Tangabile"
Voz: Carolina Alcaide.
Bandoneón: Fabián Carbone.
Piano: Jorge Taramasco.
2017 Teatro Municipal de Moralzarzal . "Misa criolla" de Ariel Ramírez
Solistas: Manuel Mendaña (tenor), María Pilar Burgón (soprano).
Grupo Tinaja.
Piano: Jorge Taramasco.
Coros: IES María Guerrero, Primavera per la Pau bajo la dirección de Carina Brezzi.
2017 Conservatoro Profesional de Salamanca.  Músicas de los siglos XX y XXI
"Puma Punku"
Acordeón: Conchi Hernández
Contrabajo: Laura de la Hoz
2017 Auditorio Miguel Delibes, Valladolid.  X Aniversario del Centro Cultural Miguel Delibes.
"Puma Punku"
Acordeón: Conchi Hernández
Contrabajo: Laura de la Hoz

### Lugares donde ha estrenado
Sus obras se han estrenado en:
- Auditorio Nacional de Música (Madrid)
- Teatro Real - Sala Gayarre[1] (Madrid)
- Fernán Gómez - Centro Cultural de la Villa (Madrid)
- Centro Cultural Conde Duque (Madrid)
- Universidad de Granada - Cátedra "Manuel de Falla" (Granada)
- Universidad de Alicante (Alicante)
- Universidad de Alcalá de Henares - Aula de Música (Madrid)
- Museo de América (Madrid)
- Real Conservatorio Superior de Música (Madrid)
- Fundación Juan March (Madrid)
- SGAE (Sociedad General de Autores y Editores) Sala "Manuel de Falla" (Madrid)
- Auditorio "Alfredo Kraus" Majadahonda (Madrid)
- Convento de Santa Cruz Azkoitia (Guipúzcoa)
- Teatro Young (Uruguay)
- Teatro General San Martín (Argentina)
- Teatro Eugene O'Neill (Costa Rica)
- Ciclo de Conciertos ACIMUS (Asociación de Cooperación Iberoamericana de Música)

### Entrevistas en prensa y medios
- RNE Radio Nacional de España - Programa "Los Clásicos"
- RNE Radio Nacional de España - Programa "Música sobre la marcha"
- RNE Radio Nacional de España - Programa "América Mágica"
- RNE Radio Nacional de España - Programa "Música de las Américas"
- Radio Intereconomía - Programa "España al mediodía"
- La Sexta Televisión (España)

## Obra

### Discografía
- 2022. Tango Tirao. Quinteto tango
- 2015 La gota rocío "Kinder Suite" (acordeón clásico) Jesús Mozo Colmenero. Discográfica Several Records. S.L
- 2008 Vacana (para acordeón clásico y cuarteto de cuerdas). Editorial Acco-music.
- 2006 Tres Valses (acordeón clásico) "La noche Transfigurada" Jesús Mozo Colmenero. Discográfica Several Records. S.L.
- 2005 Tres Valses (para acordeón clásico) Editorial Acco-music

## Participación como jurado
| Periodicidad | Categoría          | Premio                                             | Modalidad              | Lugar  |
| ------------ | ------------------ | -------------------------------------------------- | ---------------------- | ------ |
| Anual        | Miembro del jurado | Certamen de Jóvenes Artistas de Castilla-La Mancha | Otros estilo musicales | Toledo |